# 13260 Sabadell
13260 Sabadell (1998 QZ15) là một tiểu hành tinh vành đai chính được phát hiện ngày 23 tháng 8 năm 1998 bởi F. Casarramona và A. Vidal ở Montjoia Observatory.